# Sistema delle contraddizioni economiche
Il Sistema delle contraddizioni economiche, noto anche come Filosofia della miseria, è un'opera di Pierre Joseph Proudhon pubblicata nel 1846.
In risposta ad essa Marx scrisse la Miseria della filosofia.
Mi rimane da dire perché, in un libro di economia politica, ho dovuto partire dall'ipotesi fondamentale di ogni filosofia. E, innanzi tutto, ho bisogno della ipotesi di Dio per fondare l'autorità della scienza sociale.

## Edizioni
- Pierre Joseph Proudhon, Sistema delle contraddizioni economiche, Anarchismo, Catania, 1975,  p. 491.